# Evalljapyx propinquus
Evalljapyx propinquus är en urinsektsart som beskrevs av Filippo Silvestri 1911. Evalljapyx propinquus ingår i släktet Evalljapyx och familjen Japygidae. Inga underarter finns listade i Catalogue of Life.